# Вудберн, Вилли
Ульям Александр Вудберн (англ. William Alexander Woodburn 8 августа 1919, Эдинбург — 2 декабря 2001, Эдинбург) — шотландский футболист, игрок сборной Шотландии.

## Биография

### Клубная карьера
Он родился в Эдинбурге, играл за юношескую команду «Эдинбург Эштон», а затем подписал контракт с «Рейнджерс» в октябре 1937 года. Он дебютировал 20 августа 1938 года в матче против футбольного «Мозервелл», сыграв вничью 2:2 в Лиге, и отыграл 12 матчей в составе клуба, завоевавшего титул чемпиона. После Второй мировой войны он закрепился в составе «Рейнджерс» и выиграл с клубом еще четыре чемпионских титула и четыре Кубка Шотландии в составе сильного защитного звена, известного как «железный занавес». 
Он участвовал в первом финале Кубка шотландской лиги в апреле 1947 года, когда «Рейнджерс» победил «Абердин» со счетом 4:0, и выиграл его во второй раз два года спустя. Завершил карьеру в 1954 году, сыграв за «Рейнджерс» 216 матчей и забив 2 гола.

### Карьера в сборной
В составе сборной Шотландии сыграл 24 матча, в которых не забил ни одного мяча.

### Смерть
Скончался 2 декабря 2001 года в Эдинбурге в возрасте 82 лет.